# Chtchekavitsa
Chtchekavitsa (en ukrainien Щекавица, encore appelée Skavika ou Olegovka) est une colline de Kiev au-dessus de Podil, qui a une importance historique particulière dans l'histoire de la Rus'.

## Situation
Dans la chaîne de collines boisées qui sépare la vieille ville de Kiev et Petchersk du Dniepr, la colline est située en aval à côté de la colline du vieux Kiev (surmontée de l'église Saint-André de Kiev) et de la colline du château au dessus de la descente Saint-André. Elle surplombe l'ancien quartier de port fluvial de Podil.
Elle appartient au quartier historique de Tatarka et au district administratif de Chevtchenkivskyï.

## Étymologie
Selon V.K. Bylinine, le toponyme proviendrait d'un mot turc *cheka/chekan désignant une "hache de guerre". V.V. Ivanov et V. Topor estiment, eux, qu'il est à relier au terme dialectal щека ("rive escarpée"). 
Dès l'époque de Vladimir Monomaque, et de manière explicite au XVIIIe siècle, la colline est appelée Chtchekavitsa, avec une référence populaire à Chteka, l'un des trois fondateurs mythiques de Kiev, qui tire d'ailleurs son nom de son frère, Kii.

## Histoire

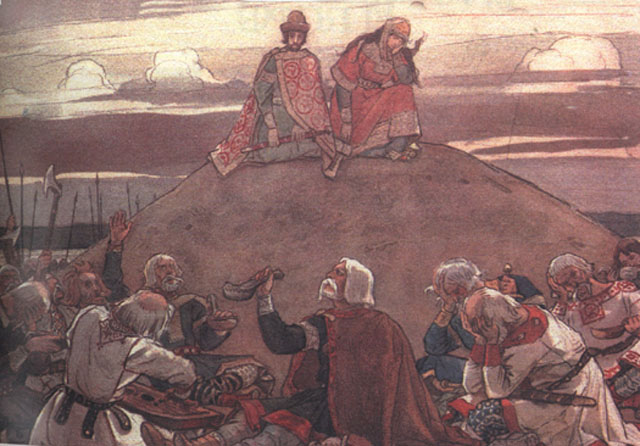
Les funérailles d'Oleg, Viktor Vasnetsov

Au pied de la montagne se trouvent des sépultures slaves pré-chrétiennes datées des VIIIe — IXe siècle. C'est sur cette montagne, selon la légende, qu'est enterré Oleg le Sage :

« Et ils l'enterrèrent sur la montagne, que l'on appelle Chtchekavitsa. Sa tombe y est conservée jusqu'à nos jours. On l'appelle la tombe d'Oleg » (Chronique des années passées, année 912).

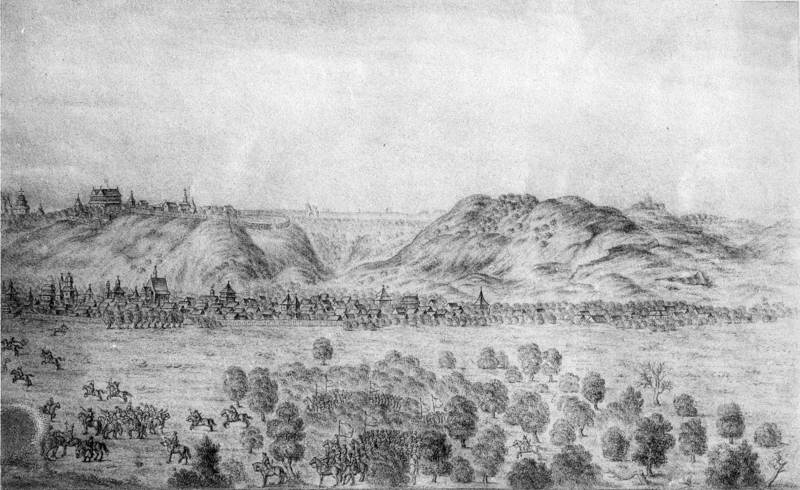
Abraham van Westerfeld, 1651, Vue de Podil depuis la plaine d'Obolon. Chtchekavitsa est la première colline en partant de la gauche.

La colline est également mentionnée comme une place forte dans la chronique de 1151 à propos de la tentative du prince Iouri Dolgorouki de s'emparer de Kiev. Dès le XIIe siècle, selon la chronique de 1182, il s'y trouve une église de pierre au sommet. Au XVe siècle, une forteresse y est reconstruite. Ainsi en 1658, l'hetman Ivan Vyhovsky s'y retranche contre le boyar Cheremetiev. En 1663, ce sont les Polonais qui font le siège de la place forte puis en 1667 et 1678 les Tatars, mais la forteresse reste aux défenseurs.

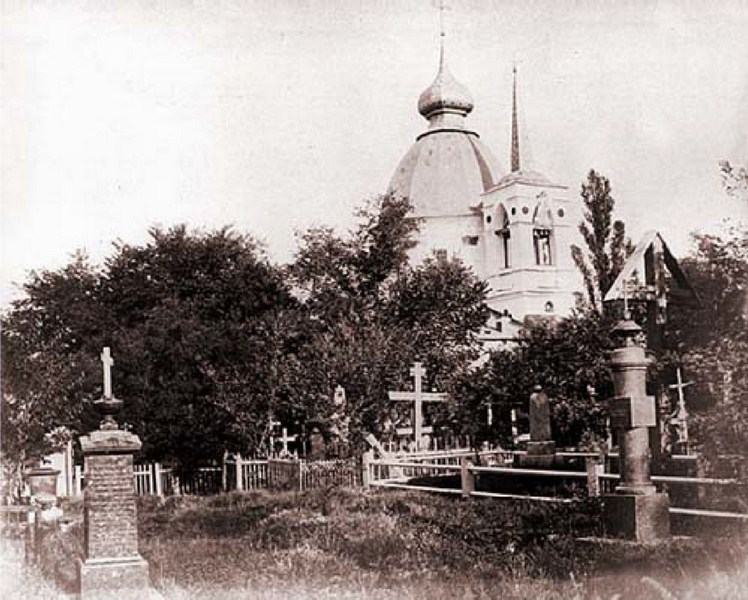
Chtchekavitsa, le cimetière et l'église de Tous-les-Saints avant 1917

Un cimetière est créé pour accueillir les dépouilles des habitants de Podil, notamment des victimes de l'épidémie de choléra en 1771-1772 (6 000 victimes sur les 20 000 habitants de l'époque) et une église de Tous-les-Saints construite en 1782 complète le site. Puis à la fin du XIXe siècle, la colline devient un cimetière municipal où sont enterrés marchands et notables. Y sont notamment enterrés le compositeur A. Wedel, le premier architecte de la ville A. Melensky, ou encore l'architecte V. Ikonnikov. Un cimetière musulman et un cimetière de vieux croyants le complète. L'église est détruite à l'époque soviétique. Actuellement, cette diversité religieuse est toujours de mise, avec une des rares mosquées de la ville de Kiev qui jouxte le cimetière, la mosquée ar-Rakhma, construite en 1996-2000, et une église adventiste en contrebas.
La colline est aujourd'hui occupée pour moitié par la forêt, sur les pentes raides face au Dnepr, tandis que le sommet est occupé par des ensembles d'immeubles du XXe siècle et que son versant vers l'avenue centrale de Podil, Nijni Val, est mité dans les années 2000-2010 par des projets immobiliers "de luxe". La colline reste relativement enclavée dans la ville, sans transports en commun. Un plan de 1935 jamais réalisé prévoyait d'installer un parc d'attraction sur la colline. Une antenne de télécommunication est installée et marque la skyline de Podil. 

### Dans la ligne des réalisations monumentales des rives du Dnepr
L'église de Tous-les-Saints s'inscrivait dans une série de monuments ponctuant la ligne des collines escarpées des rives du Dnepr (de l'amont vers l'aval, aujourd'hui) : monument à saint Vladimir, monument aux droits de Magdebourg, arche de l'amitié entre les peuples, monument aux morts de la Seconde Guerre mondiale, et statue de la Mère-Patrie. Si le sommet des collines était surtout occupé par de multiples églises et monastères, nombreux sont ceux qui ont été dynamités par les autorités soviétiques dans les années 1920 et 30. On compte aujourd'hui (de l'amont vers l'aval) le monastère de Saint-Cyrille, l'église Saint-André, l'église de la Dîme (détruite), le monastère Saint-Michel-au-Dôme-d'Or (détruit pour laisser place à un ensemble monumental à Lénine et reconstruit), la tombe d'Askold, la Laure des Grottes de Kiev et le monastère Saint-Michel-de-Vydoubytch.

## Galerie d'illustrations

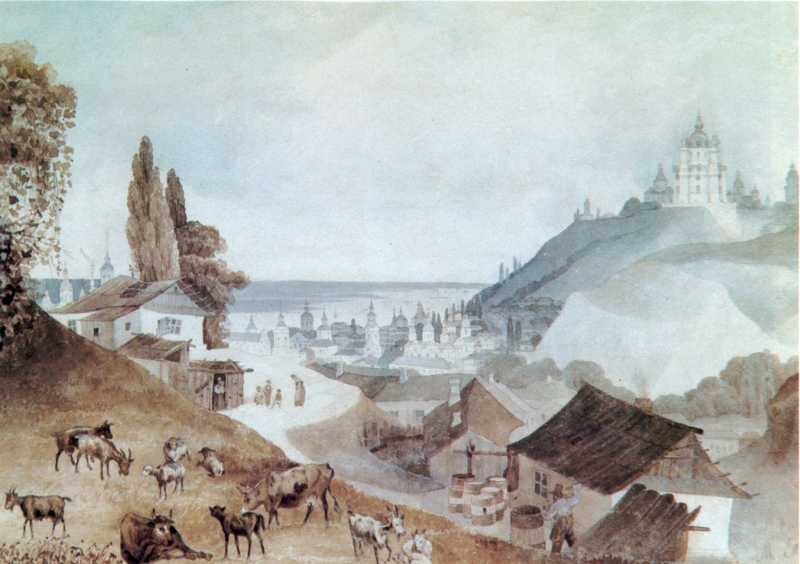
Vue depuis la colline de Chtchekavistsa du quartier de Podil, aquarelle de Mikhaïl Sajine, années 1840.
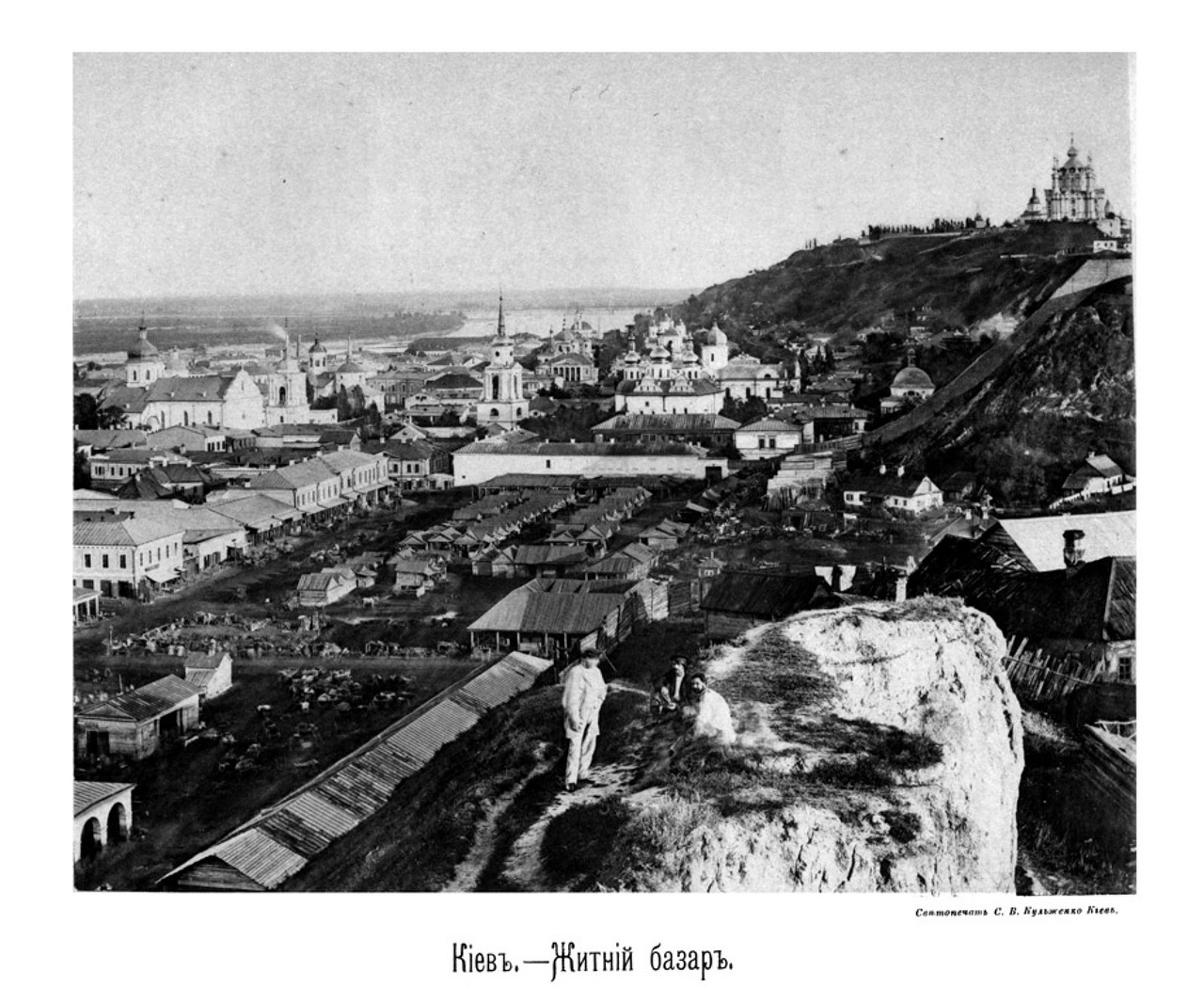
Vue depuis la colline de Chtchekavistsa du quartier de Podil, 1888.
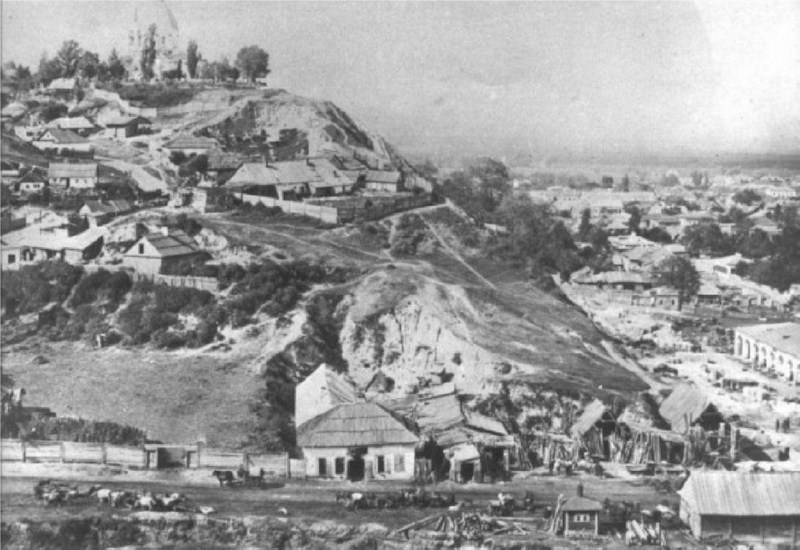
Chtchekavitsa vue depuis le marché Jytni Rynok, XIXe siècle.
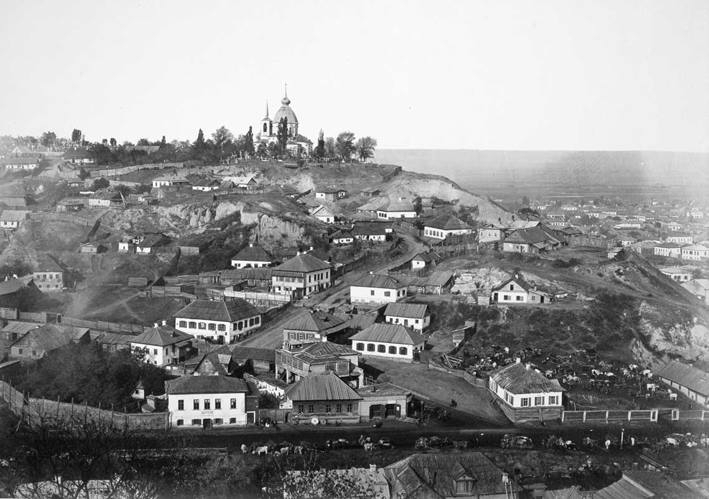
Chtchekavitsa vue depuis le marché Jytni Rynok, 1888.
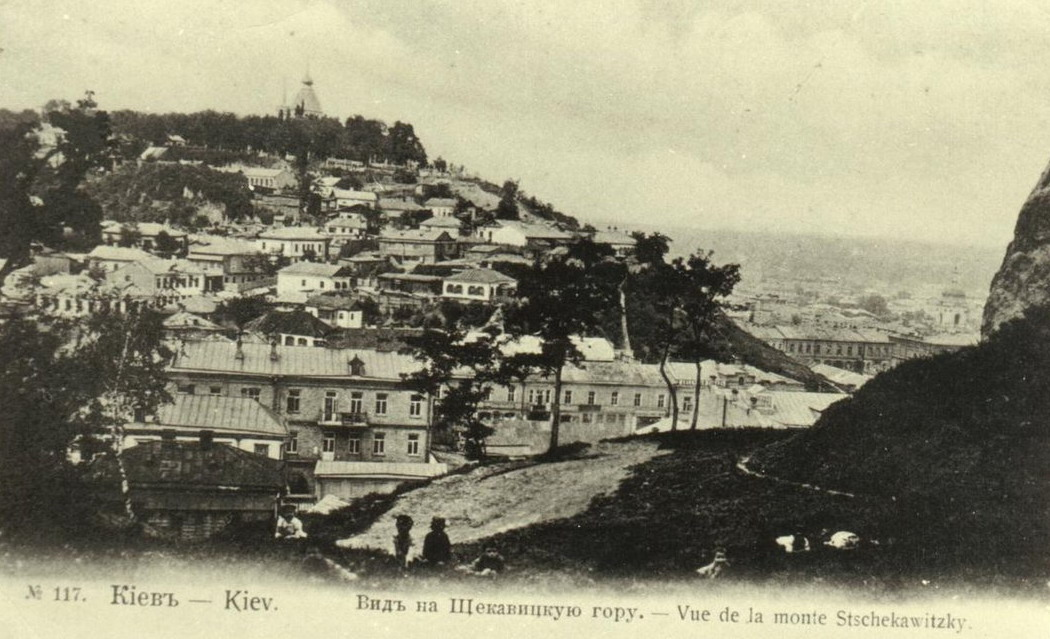
Vue sur la colline de Chtchekavitsa, fin XIXe siècle.
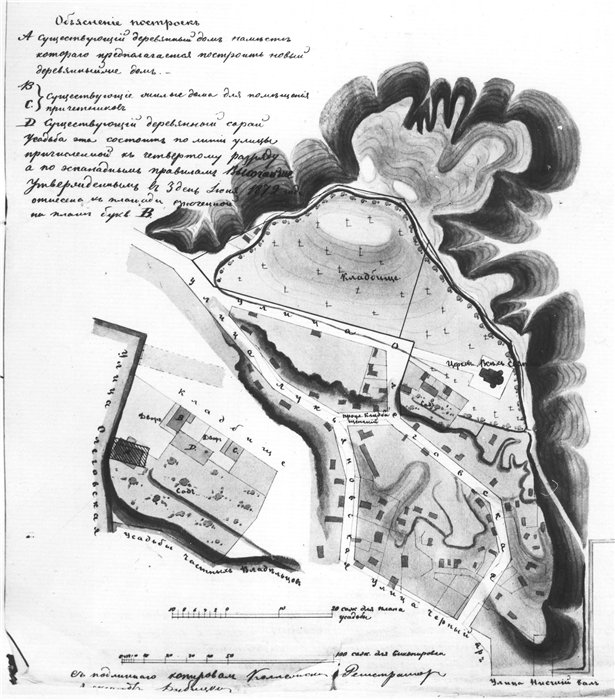
Chtchekavitsa, cadastre de 1872. Sont nettement visibles le cimetière et l'église de Tous-les-Saints.
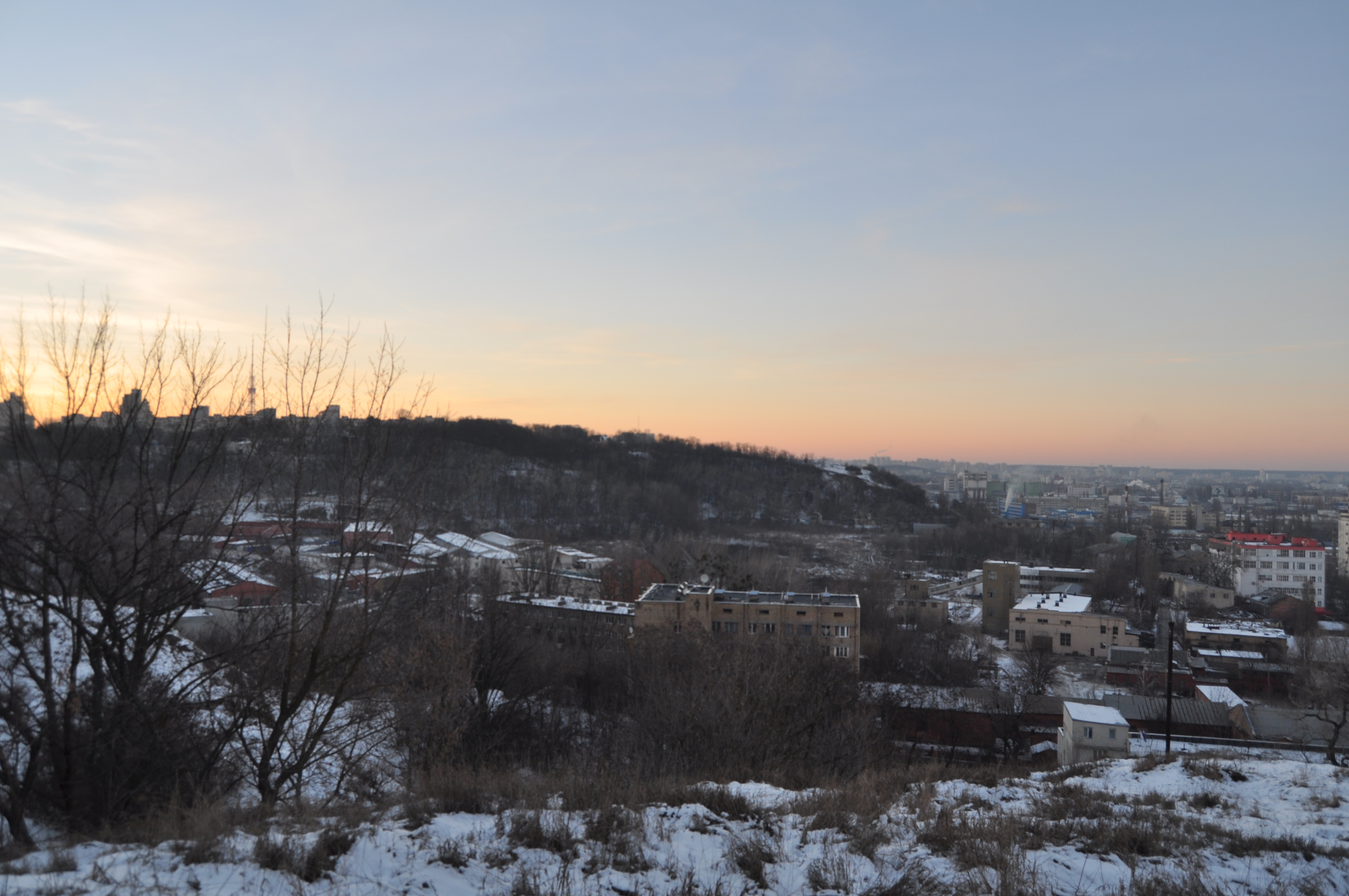
Panorama depuis Chtchekavitsa aujourd'hui, angle nord-ouest.
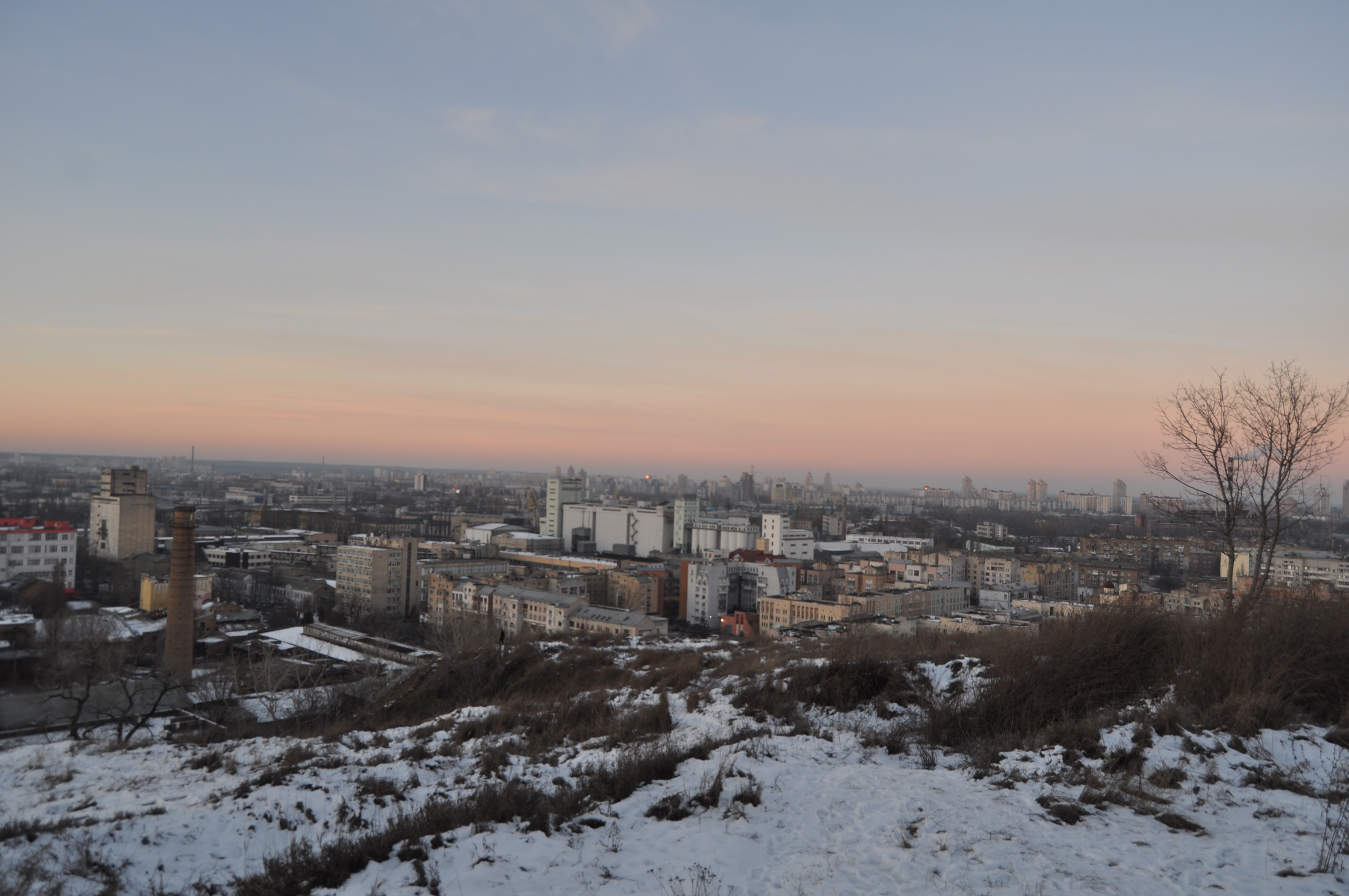
Panorama depuis Chtchekavitsa aujourd'hui, angle nord-est; le Podil industriel.
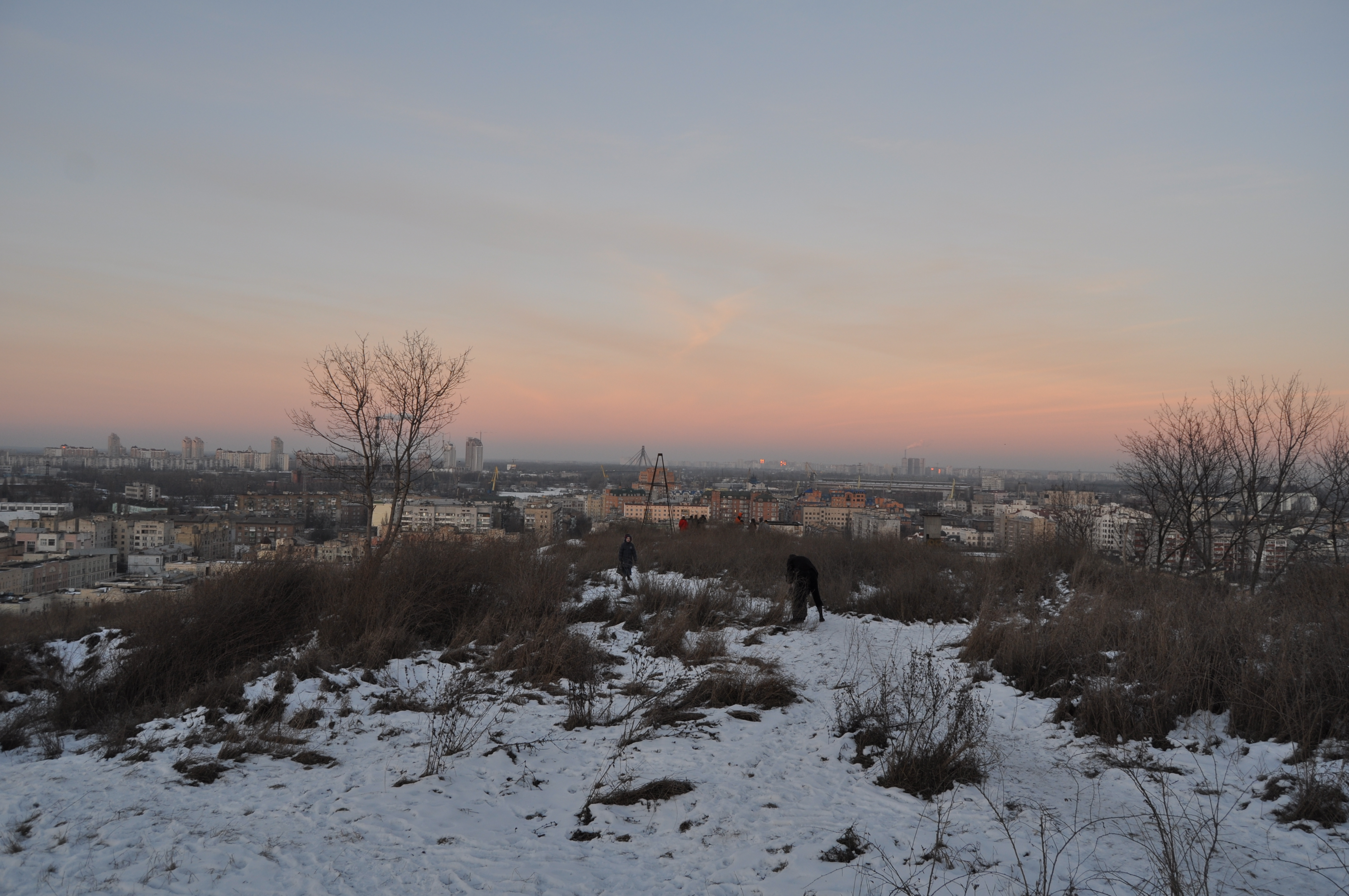
Panorama depuis Chtchekavitsa aujourd'hui, angle nord-est; le Podil résidentiel.
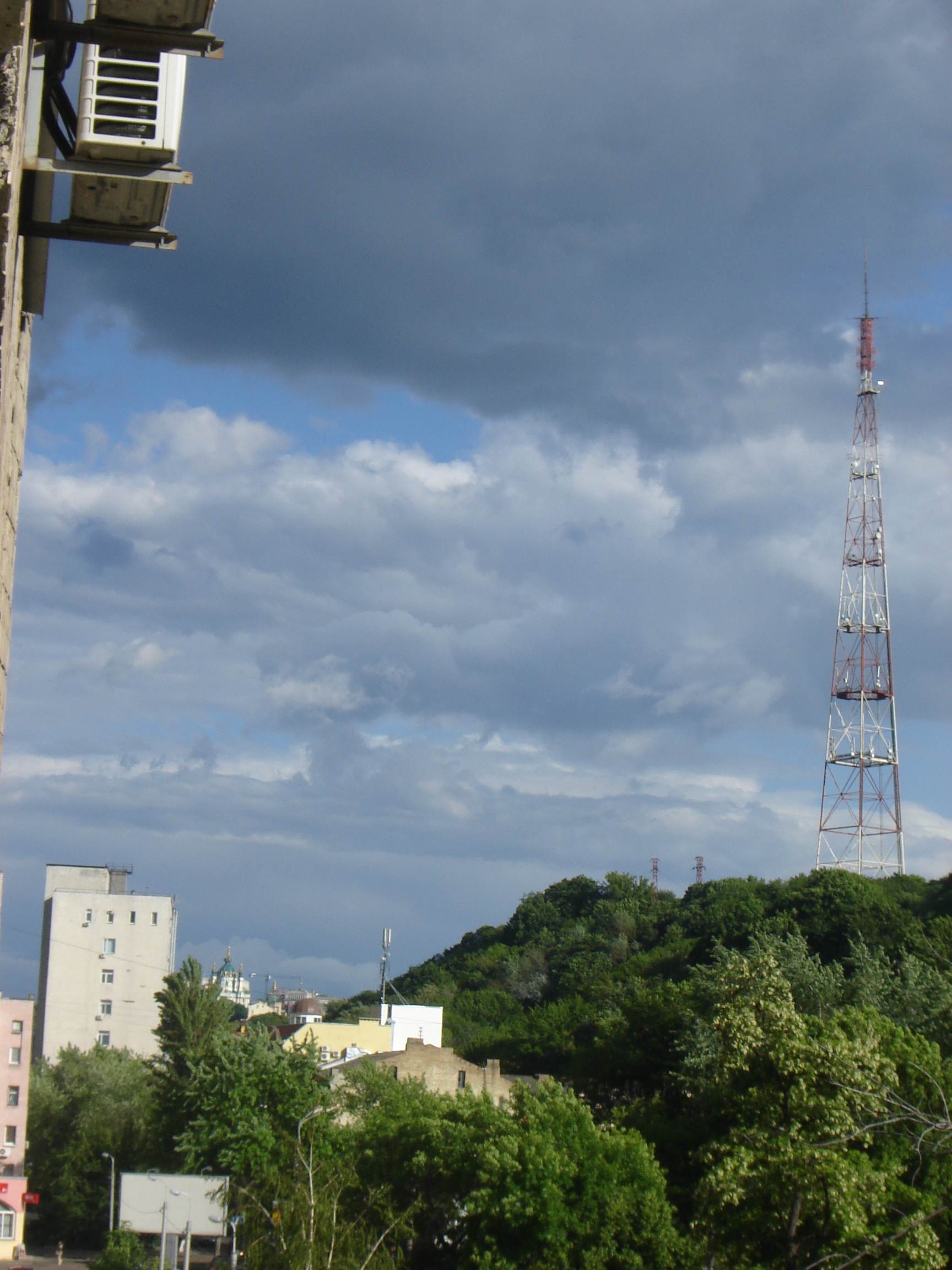
L'antenne de télécommunication surmontant la colline de Chtchekavitsa.
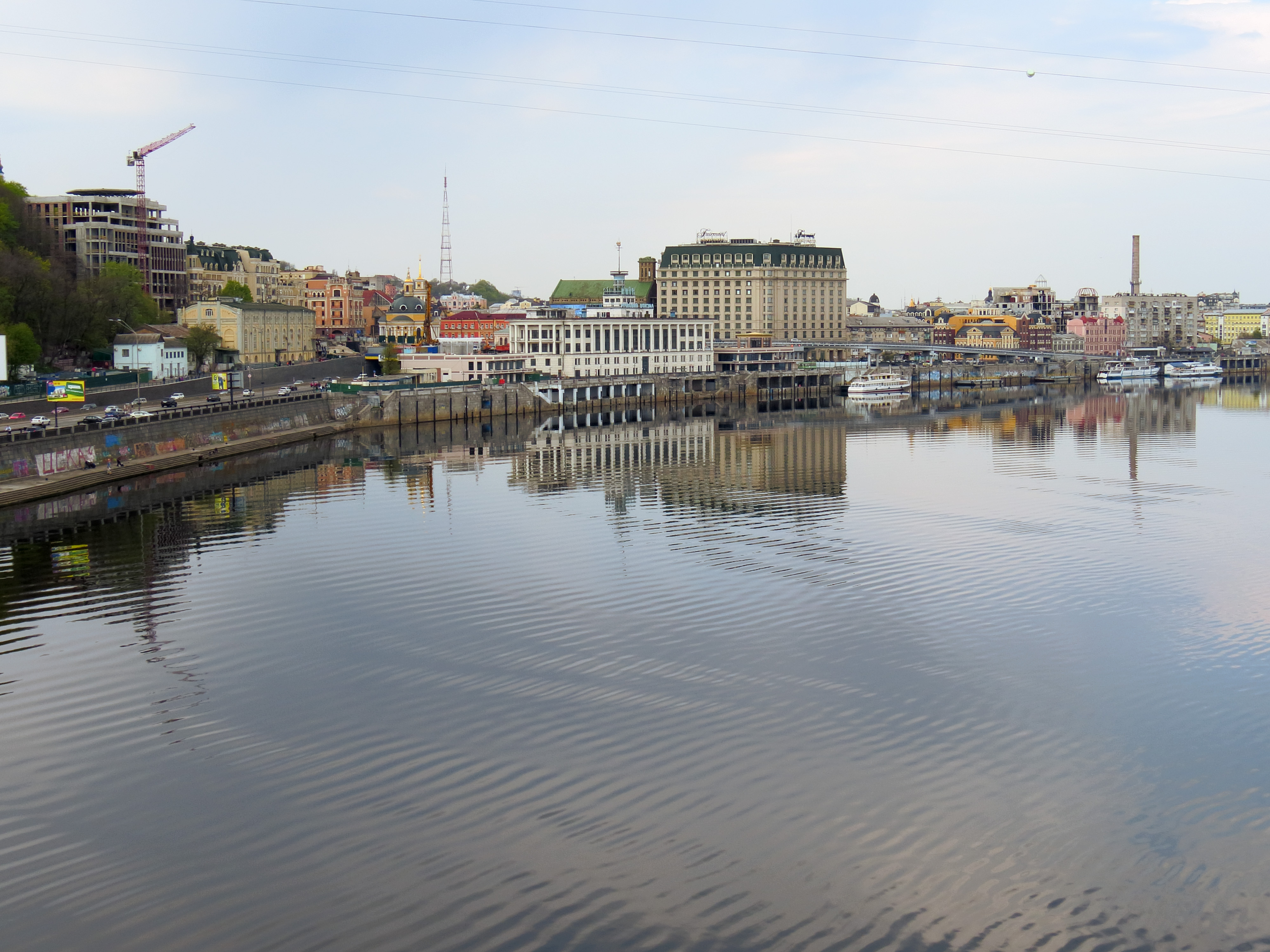
L'antenne de télécommunication surmontant la colline de Chtchekavitsa dans la skyline de Podil.
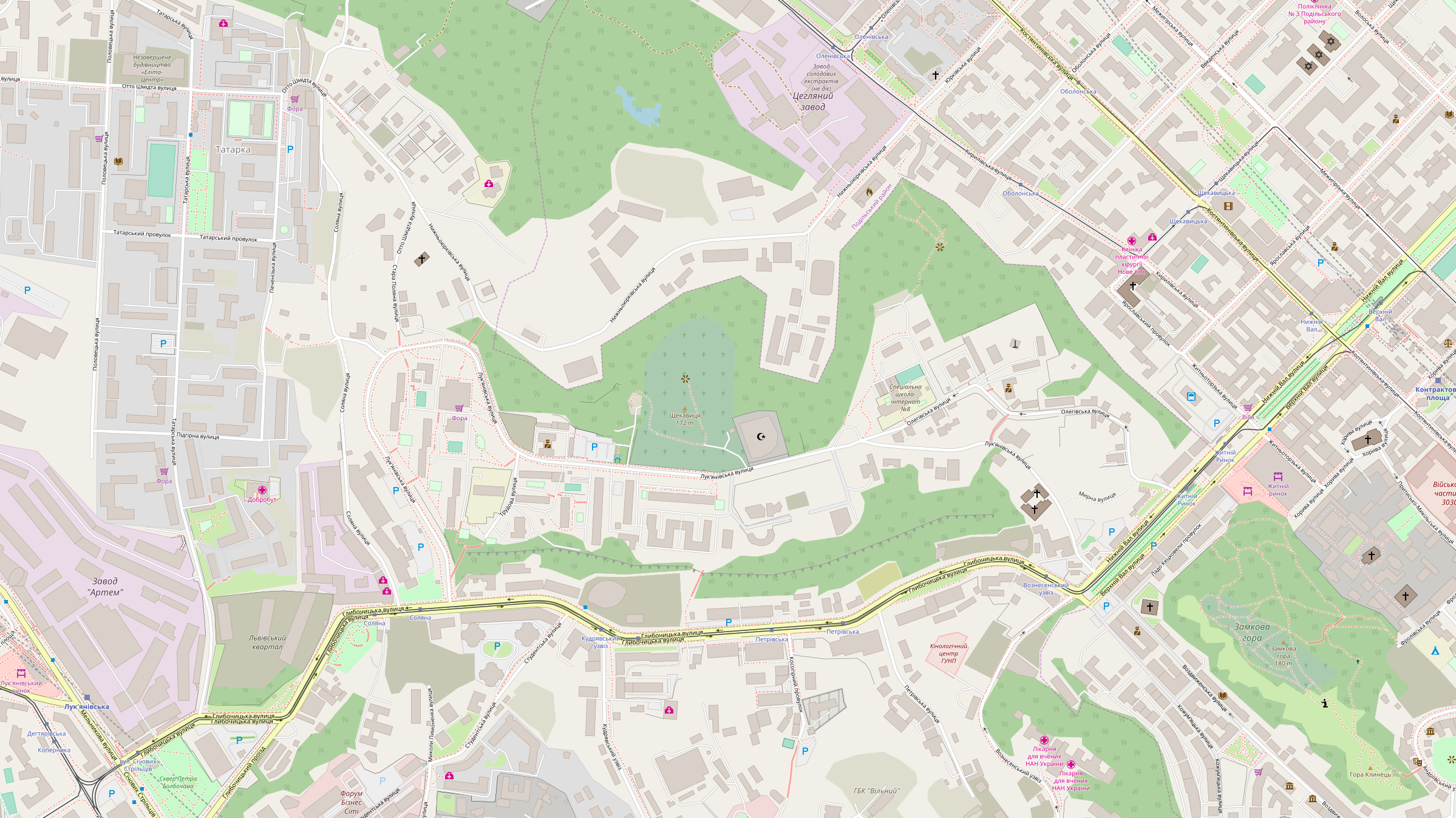
Carte de Chtchekavitsa, 2018.